# Campo Armstrong
Il campo Armstrong era l'impianto di Pozzuoli che ospitò gli incontri di calcio della Puteolana, dal 1909 al 1940 circa, compresi tutti quelli disputati in massima serie nazionale. L'impianto prese il nome dall'azienda proprietaria del terreno.

## Storia
In precedenza le gare di calcio a Pozzuoli si svolgevano nei pressi di via Napoli (l'attuale lungomare Yalta) e del rione Ricotti. Il terreno di gioco, vicinissimo al mare, fu dato in concessione al Puteoli nel 1909 dall'ingegnere Eddy, dirigente dell'azienda inglese Armstrong Whitworth, costruttrice di artiglieria navale. Era situato nella zona dove sono attualmente dislocati i locali dell'istituto tecnico Tassinari. Poco prima dell'inizio della prima guerra mondiale il campo fu lasciato sia a causa del bradisismo, sia perché la Armstrong lo utilizzò per lo stoccaggio del materiale bellico.
Quindi il club fu costretto a traslocare in un campo ricavato nel vulcano Solfatara fino al 1916. Dopo il conflitto, intorno al 1919, gli inglesi smobilitarono da Pozzuoli, ed il terreno tornato libero fu nuovamente concesso al club flegreo dall'amministratore delegato della Armstrong.
I Diavoli Rossi su questo campo giocarono fino all'inizio della seconda guerra mondiale, quando la società Ansaldo, nuova subentrata, lo utilizzò come deposito e successivamente dalla popolazione fu utilizzato come "orto di guerra". A fine conflitto fu utilizzato dalle truppe alleate come accampamento, decretandone la sua fine. Nei decenni successivi, tale spazio fu utilizzato da diverse aziende, come la Sunbeam, la Pirelli e la Prysmian.
Nel trentennio di vita dell'impianto, calcarono il terreno dell'Armstrong diversi campioni di calcio, quali Luigi Allemandi, Fulvio Bernardini, Renzo De Vecchi, Attilio Ferraris, Attila Sallustro e Antonio Vojak.

## Eventi sportivi
Di seguito si elencano i principali eventi sportivi ospitati nel campo Armstrong:
- Puteolana- Fortitudo 1-2 (18 aprile 1920), Prima Categoria 1919-1920[6]
- Puteolana- Lazio 1-1 (28 marzo 1921), amichevole[7]
- Puteolana- Legnano 0-3 (5 aprile 1921), amichevole[8]
- Puteolana- Unirea Tricolor Bucarest 1-2 (28 dicembre 1921), amichevole[9]
- Puteolana- Pro Roma 2-1 (6 gennaio 1922), amichevole[10]
- Puteolana- Italia Militare 4-0 (5 febbraio 1922), amichevole[11]
- Puteolana- Genoa 1-2 (16 aprile 1922), amichevole[1][12]